# Kisbágyon
Kisbágyon – wieś i gmina w północnej części Węgier, w pobliżu miasta Pásztó.
Miejscowość leży na obszarze Średniogórza Północnowęgierskiego i należy do powiatu Pásztó, wchodzącego w skład komitatu Nógrád.
Gmina Kisbágyon liczy 445 mieszkańców (2009) i zajmuje obszar 10,24 km².